# Bob Garretson
Oliver Robert "Bob" Garretson (Burbank (Californië), 8 april 1933 – Warrenton (Virginia), 13 april 2025) was een Amerikaans autocoureur. In 1978 won hij de 12 uur van Sebring en in 1981 de 24 uur van Daytona.

## Carrière
Garretson was eigenaar van het team Garretson Enterprises en nam met een Porsche 935 zelf deel aan races. In 1978 debuteerde hij in het World Sportscar Championship (WSC), dat destijds nog geen officieel kampioenschap voor coureurs kende. Binnen het kampioenschap bestond wel de World Challenge for Endurance Drivers. Hierin behaalde hij dat jaar de overwinning in de 12 uur van Sebring, een zege die hij deelde met Brian Redman en Charles Mendez. Tussen 1978 en 1982 nam hij ieder jaar deel aan de 24 uur van Le Mans. Een zesde plaats in 1981 was in die jaren zijn beste race-uitslag. Dat jaar reed hij samen met Ralph Kent-Cooke en Anne-Charlotte Verney.
In 1981 werd in het WSC een officieel kampioenschap voor coureurs geïntroduceerd. Garretson werd hierin de eerste wereldkampioen. Hij behaalde dat jaar slechts een overwinning in de 24 uur van Daytona, die hij deelde met Redman en Bobby Rahal. Vanwege zijn constante resultaten scoorde hij desondanks genoeg punten om kampioen te worden. Na de 24 uur van Daytona 1983 verkocht hij zijn team en stopte hij met racen. In 2019 werd hij als wereldkampioen in de langeafstandsracerij opgenomen in de FIA Hall of Fame.
Garretson overleed op 13 april 2025 op 92-jarige leeftijd.